# Finlandia en los Juegos Olímpicos de Sankt Moritz 1928
Finlandia estuvo representada en los Juegos Olímpicos de Sankt Moritz 1928 por un total de 18 deportistas que compitieron en 5 deportes.  
El portador de la bandera en la ceremonia de apertura fue el esquiador de combinada nórdica Esko Järvinen.

## Medallistas
El equipo olímpico finlandés obtuvo las siguientes medallas:
| Nombre          | Deporte               | Competición |
| --------------- | --------------------- | ----------- |
| Oro             |                       |             |
| Clas Thunberg   | Patinaje de velocidad | 500 m M     |
| Clas Thunberg   | Patinaje de velocidad | 1500 m M    |
| Plata           |                       |             |
| Julius Skutnabb | Patinaje de velocidad | 5000 m M    |
| Bronce          |                       |             |
| Jaakko Friman   | Patinaje de velocidad | 500 m M     |